# Borgia (släkt)
Borgia var en mäktig valenciansk, italiensk, ursprungligen från Borja (Zaragoza) i Aragonien, en aragonisk adelssläkt under renässansen.
Alfonso Borgia blev under namnet Calixtus III påve. Han adopterade två systersöner, varav den ene Rodrigo Borgia blev påve under namnet Alexander VI. Den andre Pedor Luis användes av Calixtus i flera militära och politiska uppdrag, och avled 1458 utan avkomma. Rodrigo fick med tiden ett antal illegitima barn, av vilka Lucrezia Borgia, och Cesare Borgia är de mest kända. Deras äldste bror hertig Juan Borgia av Gandias (1474–1497) sonson var jesuitordens general hertig Francisco Borgia av Gandia (1510–1572). Från Juan Borgia av Gandia härstammade också kardinalen Stefano Borgia (1731–1804).

## Personer i släkten
- Alfonso Borgia (1378–1458), påve med namnet Calixtus III
- Cesare Borgia (1475–1507), furste, kardinal, son till Alexander VI
- Francisco Borgia av Gandia   (1510–1572), ordensgeneral för jesuitorden, helgonförklarad
- Gaspar de Borja y Velasco (1580–1645), spansk kardinal och ärkebiskop
- Gioffre Borgia (1481–1517), son till Alexander VI
- Juan Borgia av Gandia (1474–1497), son till Alexander VI
- Lucrezia Borgia (1480–1519), dotter till Alexander VI
- Rodrigo Borgia (1431–1503), påve med namnet Alexander VI
- Stefano Borgia (1731–1804), kardinal